# Marcel Glăvan
Marcel Glăvan, född den 9 mars 1975 i Drăguşeni, Rumänien, är en rumänsk kanotist.
Han tog OS-silver i C-2 1000 meter i samband med de olympiska kanottävlingarna 1996 i Atlanta.